# Allgemeines bauaufsichtliches Prüfzeugnis
Das allgemeine bauaufsichtliche Prüfzeugnis (abP) ist neben der allgemeinen bauaufsichtlichen Zulassung (abZ) und der Zustimmung im Einzelfall (ZiE) ein Verwendbarkeitsnachweis von nicht geregelten Bauprodukten und Bauarten gemäß den Landesbauordnungen der Länder und wird auf einem Bauprodukt durch das Übereinstimmungszeichen kenntlich gemacht.
Ein allgemeines bauaufsichtliches Prüfzeugnis kann für solche Bauprodukte und Bauarten erstellt werden, deren Verwendung nicht der Erfüllung erheblicher Anforderungen an die Sicherheit baulicher Anlagen dient, oder die nach allgemein anerkannten Prüfverfahren beurteilt werden.
Welche Art von Verwendbarkeitsnachweis erforderlich ist, wird vom Deutschen Institut für Bautechnik (DIBt) mit der Angabe der maßgebenden technischen Regeln im Einvernehmen mit der obersten Bauaufsichtsbehörde in der Bauregelliste bekannt gemacht. Ein allgemeines bauaufsichtliches Prüfzeugnis wird von einer bauaufsichtlich anerkannten Prüfstelle für nicht geregelte Bauprodukte oder Bauarten erteilt, wenn deren Verwendbarkeit nachgewiesen ist.
Der Verwendbarkeitsnachweis in Form eines allgemeinen bauaufsichtlichen Prüfzeugnisses ist nur gültig, wenn die Bauausführung mit den darin beschriebenen Aufbau- und Einbaurichtlinien und den baulichen Anforderungen übereinstimmt. Des Weiteren ist die Gültigkeitsdauer begrenzt: Aus baurechtlicher Sicht ist die Gültigkeit bis zum Zeitpunkt der Bauausführung maßgebend; aus zivilrechtlicher Sicht muss die Gültigkeit mindestens für die Dauer der Ausführung und Montage der Bauleistung bis zur Abnahme gegeben sein.